# 三州ペイント
三州ペイント株式会社（さんしゅうペイントかぶしきがいしゃ）は、福岡県福岡市東区に本社を置く、一般住宅の外壁・屋根用塗料の販売と塗装工事を行う住宅塗装会社である。全国に9拠点を構えている。

## 概要
1984年に福岡市で創業、1991年に三州ペイント株式会社が設立され、2000年代から自社開発の外壁用塗料の展開を本格化する。
塗料の研究開発から施工まで一貫して行うことが特徴であり、他社向けの塗料販売の他、自社で住宅の外壁や屋根の塗装工事も施工しており、2018年には自社施工用のFRP建材向け塗料も開発している。

## 事業所
- 新潟支店
- 宇都宮支店
- 千葉支店
- 静岡支店
- 三河支店
- 関西支社
- 徳山支店
- 西日本支社

## 関連会社
- 株式会社三州コーポレーション
- 三州化学株式会社
- 株式会社三州